# Eric Nelson Sopha
Eric Nelson Sopha (sinh ngày 13 tháng 9 năm 1974) là một cầu thủ bóng đá người Seychelles. Anh thi đấu ở vị trí thủ môn tại Đội tuyển bóng đá quốc gia Seychelles. Sopha cũng thi đấu cho đương kim vô địch Seychelles League St Michel United FC. Anh thi đấu cho câu lạc bộ kể từ năm 2000. Anh có 32 lần khoác áo cho Seychelles, trở thành cầu thủ ra sân nhiều nhất trong đội tuyển.